# Amigonianer

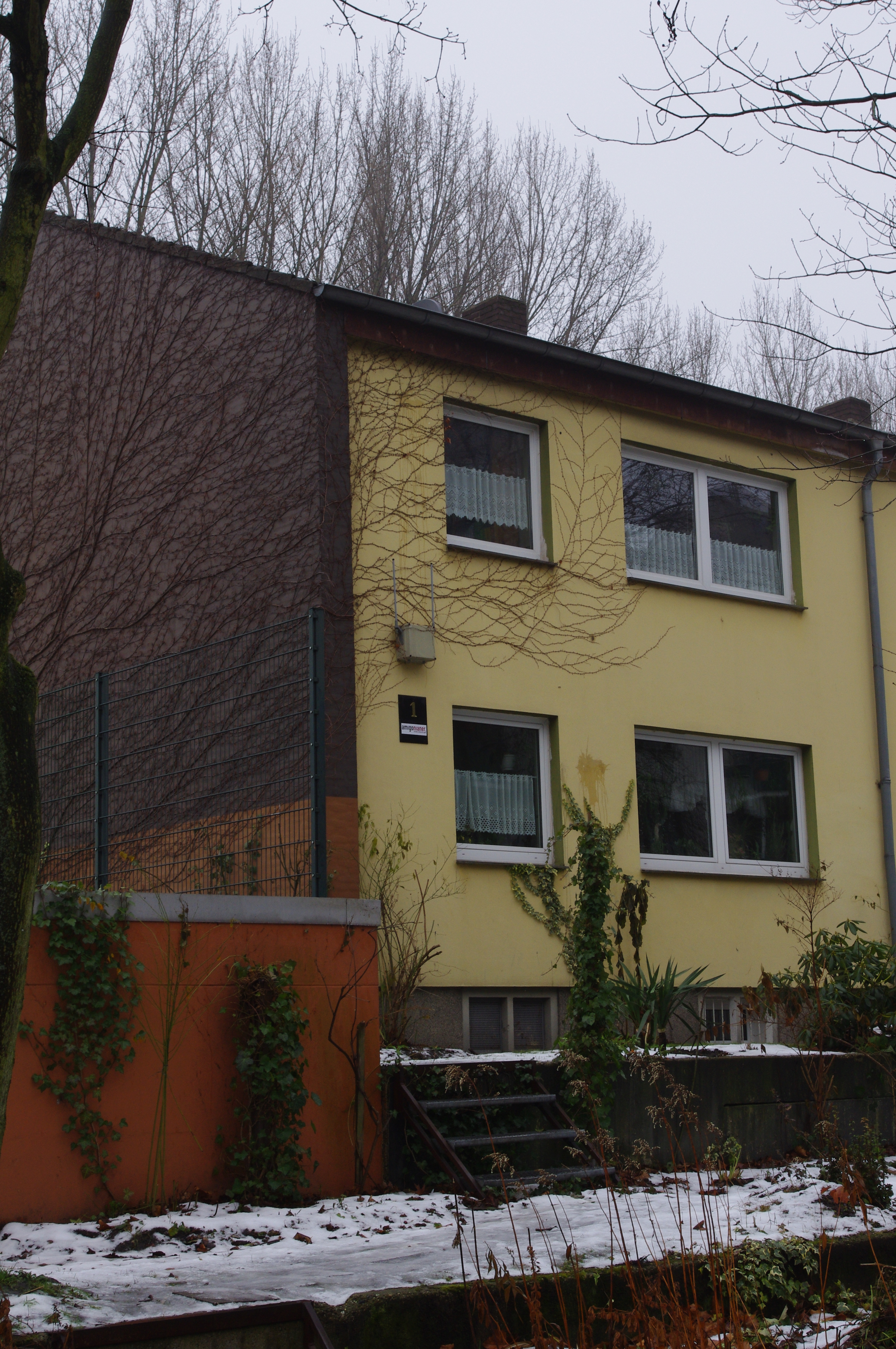
Die Kommunität der Amigonianer in Gelsenkirchen-Feldmark befindet sich in einem gewöhnlichen Reihenendhaus.

Die Amigonianer (auch: Kapuziner-Terziaren, offizielle Bezeichnung Kongregation der Kapuziner Terziaren Unserer Frau der Schmerzen, lateinisch Fratres Tertii Ordinis Sancti Francisci Capulatorum a Beata Maria Virgine Perdolente, Ordenskürzel: TC von spanisch Terciarios Capuchinos) sind eine römisch-katholische Ordensgemeinschaft, die von dem spanischen Kapuzinerpater und späteren Bischof Luis Amigó y Ferrer gegründet wurden. Sie gehört als Bestandteil des Regulierten Dritten Ordens zur Ordensfamilie des heiligen Franziskus von Assisi.

## Geschichte
Der spanische Kapuzinerpater Luis Amigó war bestrebt, das religiöse Leben der mit dem Kapuzinerorden verbundenen Laien zu fördern, die sich aus christlichen Motiven unmittelbar für bedürftige Familien, Kranke und soziale Randgruppen einsetzten. Bereits 1885 hatte er mit einigen frommen Frauen, die ein klösterliches Leben mit derartigen Aufgaben verbinden wollten, die weibliche Ordensgemeinschaft der Kapuziner-Terziarinnen von der Heiligen Familie gegründet. Aus den in der Umgebung von Valencia von ihm geistlich betreuten religiösen Männergruppen, bei denen es sich meist um Vereine des franziskanischen Laienordens handelte, wurde von einigen Mitgliedern der Wunsch an ihn herangetragen, ebenfalls einer karitativ tätigen Ordensgemeinschaft beizutreten. Um dieses Anliegen zu unterstützen, gründete Pater Amigó am 12. April 1889 in Torrent bei Valencia ein männliches Gegenstück zu der Schwesterngemeinschaft. Anfangs war geplant, die Brüder sollten vor allem Gefängnisse besuchen und Strafgefangene betreuen. Wenige Jahre nach der Gründung übernahmen die Brüder die Führung eines Erziehungsheims für straffällig gewordene Jungen in Madrid, das Erste seiner Art in Spanien. Zunächst als Ordensgemeinschaft bischöflichen Rechts anerkannt, wurde die Gemeinschaft am 19. September 1902 als Kongregation päpstlichen Rechts approbiert. In Deutschland ließen sich die Amigonianer 1962 nieder, zunächst in einem Vorort im Kölner Süden; 1969 folgte eine weitere Niederlassung in Bonn. Seit 1985 ist die Kongregation im Ruhrgebiet tätig.
Patronin des Ordens ist die Schmerzhafte Muttergottes, das wichtigste Ordensfest das Gedächtnis der Sieben Schmerzen Mariens am 15. September.

## Heutige Verbreitung

### Strukturen
Die Kongregation hat etwa 400 Mitglieder, davon ungefähr die Hälfte Priester, die in Ordensniederlassungen in 20 Ländern leben (2025), vornehmlich in der spanischsprachigen Welt. Sie ist seit 1992 (Zusammenlegung der beiden bis dahin selbstständigen spanischen Provinzen) in drei Ordensprovinzen (Spanien, Südamerika, Zentral- und Nordamerika) sowie eine Generaldelegation (Italien und Philippinen) gegliedert. Generalsuperior der Gemeinschaft ist seit Mai 2019 der Venezolaner Frank Gerardo Pérez Alvarado (* 1969), zu seinem Stellvertreter wurde der Deutsche Jens Anno Müller (* 1967) gewählt (ein Bruder des Gitarristen Bruno Müller), der zuvor ab den 1990er Jahren in Gelsenkirchen wirkte. Als erster amigonianischer Bischof seit dem Tod des Ordensgründers wurde 2018 der Spanier Bartolomé Buigues Oller zum Bischof von Alajuela in Costa Rica ernannt.

### Deutschland
1962 gründeten die Amigonianer in Köln-Immendorf ihre erste Niederlassung in Deutschland, die 2004 nach Köln-Dünnwald/Höhenhaus verlegt wurde und bis 2019 bestand. Ein weiterer Stützpunkt bestand von 1969 bis 1989 in Bonn-Endenich, wo die Amigonianer Stadtteilsozialarbeit leisteten und ein Jugendheim aufbauten.
Derzeit sind die Amigonianer in Deutschland noch mit fünf Brüdern vertreten, vier davon Priester. Sie gehören zur „spanischen“ Ordensprovinz mit Sitz in Madrid, der neben den Niederlassungen in Spanien und Deutschland auch die Mitbrüder in Polen, der Elfenbeinküste und Benin angehören. Provinzial ist seit 2022 der Deutsche Jürgen Hoffend (* 1963).
Seit 1985 gibt es eine Niederlassung des Ordens in Gelsenkirchen. Der Jugendtreff der Amigonianer existiert seit 1989 am Rande der Siedlung Aldenhofstraße. Diese Einrichtung bietet einen offenen Treff für Kinder und Jugendliche, Ferienprogramme und -fahrten, Hausaufgabenhilfe, Förderung lernschwacher Kinder, Hilfe beim Schulabschluss und Start in das Berufsleben sowie Gruppenstunden und Beratung für die Besucher und ihre Familien an, übernimmt aber auch die Vermittlung von weitergehender Hilfe jeglicher Art.
Das 25-jährige Bestehen des Jugendtreffs wurde im Jahr 2014 gefeiert, zusammen mit dem 125-jährigen Bestehen der Ordensgemeinschaft. Im selben Jahr besuchte Gregorio Rosa Chávez, damals Weihbischof in San Salvador, im Auftrag von Adveniat den Jugendtreff und sprach mit den Kindern und Jugendlichen über die schwierigen Lebensumstände in El Salvador.
2019 verließen die Amigonianer das Erzbistum Köln und verlegten ihre Kölner Niederlassung nach Gladbeck in die Nähe ihrer anderen Kommunität in Gelsenkirchen.
Vertreter des Provinzials in Deutschland ist seit 2017 Pater Ralf Winterberg (* 1962). 2019 übertrug das Bistum Essen den Amigonianern die Seelsorge der spanischsprachigen Katholiken im Ruhrgebiet. Winterberg ist seit 2010 gleichzeitig Tourismusseelsorger der Deutschen Bischofskonferenz und seit Sommer 2023 auch als Urlaubsseelsorger in Eutin tätig.

### Weitere Tätigkeiten weltweit
Die Gemeinschaft betätigt sich in der pädagogischen Arbeit mit Kindern und Jugendlichen, die erzieherische Hilfe benötigen. Traditionell waren die Amigonianer vor allem in der Heimerziehung aktiv. In Spanien, Italien und verschiedenen lateinamerikanischen Ländern führt der Orden auch diverse Schulen und ist teils auch in der Pfarrseelsorge und Jugendpastoral tätig. Seit den 1970er und 1980er Jahren gelangten neben der Betreuung junger Menschen in Erziehungseinrichtungen auch andere pädagogische und psychosoziale Arbeitsfelder ins Blickfeld der Ordensleute, darunter – angestoßen unter anderem durch Projekte der in Deutschland tätigen Brüder – nichtstationäre und gemeinwesenorientierte Ansätze der Jugendsozialarbeit (Offene Tür, Streetworking, Stadtteil- und Quartiersarbeit) sowie – hauptsächlich in Kolumbien und Spanien – diverse Drogentherapieprojekte.
In Medellín (Kolumbien) unterhält die Kongregation seit 1985 eine ordenseigene Stiftungsuniversität, die Fundación Universitaria Luis Amigó (FUNLAM), in der schwerpunktmäßig Studiengänge aus den Fachbereichen Pädagogik, Psychologie und Sozialwissenschaften, seit 2001 aber auch die Fächer Theologie und Philosophie und seit 2002 ein Studium der Rechtswissenschaften angeboten werden. In den letzten Jahren wurde das Angebot der Hochschule durch Zweigstellen in vier kolumbianischen Großstädten und ein Fernhochschulprogramm sowie verschiedene Studiengänge im betriebswirtschaftlichen und informationstechnischen Bereich erweitert.

### Kapuziner-Terziarinnen
Die ebenfalls von Luis Amigó gegründete Schwesternkongregation der Kapuziner-Terziarinnen von der Heiligen Familie bildet das weibliche Gegenstück der Gemeinschaft und ist ebenfalls seit den 1960er Jahren in Deutschland (Köln und Duisburg) präsent.

## Laienvereinigung
Mit der Ordensgemeinschaft der Amigonianer in der Spiritualität und im praktischen Apostolat verbunden ist die Laienvereinigung der so genannten Amigonianischen Mitarbeiter (span.: Cooperadores Amigonianos), die hauptsächlich Ordensaktivitäten unterstützt oder weiterführt, aber auch eigene Projekte umsetzt. Die rechtlich als kirchlicher Verein verfasste Laiengruppe gehört zu den offiziell anerkannten geistlichen Gemeinschaften der katholischen Kirche.

## Auszeichnung und Förderung
Die Kommunität der Amigonianer in Gelsenkirchen wurde 2008 für ihr Wirken im Sinne der christlichen Soziallehre mit dem Heinrich-Brauns-Preis des Bistums Essen ausgezeichnet. Ihre Jugendarbeit wurde ab 2010 von der Christoph-Metzelder-Stiftung gefördert.